# Рок Хадсон
Рој Харолд Шерер млађи (енгл. Roy Harold Scherer, Jr.), касније Рој Харолд Фицџералд (енгл. Roy Harold Fitzgerald), познат као Рок Хадсон (енгл. Rock Hudson; Винетка, 17. новембар 1925 — Беверли Хилс, 2. октобар 1985) је био амерички филмски и телевизијски глумац. Током каријере која је трајала преко четири деценије, глумио је у скоро 70 филмова. Добитник је 4 Златна глобуса, а номинован је и за Оскара 1956, за улогу у филму Giant. Умро је 1985, поставши једна од првих већих холивудских звезда која је умрла од компликација повезаних са сидом.
Док је његова каријера ишла узлазном путањом, Хадсон и његов агент Хенри Вилсон трудили су се да сакрију његов приватни живот од очију јавности. Године 1955. чаопис Конфидешал претио је да ће написати чланак којим ће разоткрити Хадсонов тајни хомосексуални живот. Његове колеге су говориле како је Хадсонова хомосексуалност била позната у Холивуду. Убрзо након инцидента са Конфиденшал часописом, Хадсон се оженио секретарицом свог агента Филис Гејтс. Године 1958, Гејтсова се развела од Рока Хадсона.